# Hasztpar
Hasztpar (pers. ‏هشتپر‎) – miasto w Iranie, w ostanie Gilan. W 2016 roku liczyło 54 178 mieszkańców.